# Andreas Grisch
Andreas Grisch (* 5. Januar 1879 in Surlej bei Silvaplana (Schweiz); † 6. Februar 1952 in Küsnacht) war ein Schweizer Agrarwissenschaftler.

## Leben und Wirken
Andreas Grisch studierte Landwirtschaft am Eidgenössischen Polytechnikum in Zürich und promovierte dort 1907 mit der Dissertation Beiträge zur Kenntnis der pflanzengeographischen Verhältnisse der Bergüner Stöcke. Bereits seit 1902 arbeitete er als Mitarbeiter an der Zürcher Samenkontrollstation. Von 1920 bis 1944 leitete er die Abteilung Samenkontrolle der Samenuntersuchungs- und Versuchsanstalt in Zürich-Oerlikon. Zwischen den beiden Weltkriegen war er maßgebend am Aufbau des Saatgutwesens in der Schweiz beteiligt. Seine 1944 veröffentlichte Schrift Die Herkunftsbestimmung der Klee- und Grassamen galt für Jahrzehnte als ein Standardwerk auf dem Gebiet der Saatgutuntersuchung.
Besondere Verdienste erwarb sich Grisch auch auf dem Gebiet des Futterbaus. Seine Beobachtungen und seine Versuchsergebnisse über den Naturfutterbau hat er in der Schrift Die hauptsächlichsten Pflanzen und Pflanzenbestände der Naturwiesen und Weiden (1931) zusammengefasst. Außerdem war Grisch Autor bzw. Mitautor von praxisorientierten Lehrbüchern für den landwirtschaftlichen Unterricht.

## Werke
- Albert Näf und Andreas Grisch: Der Anbau der Feldfrüchte und Futterpflanzen. Leitfaden für den Unterricht an landwirtschaftlichen Schulen und Lehrbuch für den praktischen Landwirt. Verlag Wirz & Cie. Aarau 1918; 2. Aufl. 1919; 5. Aufl. 1936.
- Die hauptsächlichsten Pflanzen und Pflanzenbestände der Naturwiesen und Weiden. Für den praktischen Landwirt bearbeitet. Landwirtschaftliche Gesellschaft des Kantons St. Gallen 1931.
- Die Herkunftsbestimmung der Klee- und Grassamen: In: Mitteilungen der Internationalen Vereinigung für Samenkontrolle 13 (1941/43), S. 147–416. – Separatabdruck 1944.